# Peritassa glabra
Peritassa glabra là một loài thực vật có hoa trong họ Dây gối. Loài này được (A.C. Sm.) Lombardi mô tả khoa học đầu tiên năm 2004.